# امیرآباد (تمبی گلگیر)
امیرآباد یک روستا در ایران است که در دهستان تمبی گلگیر شهرستان مسجدسلیمان واقع شده‌است. امیرآباد ۶۲ نفر جمعیت دارد.

## جمعیت
این روستا در بخش گلگیر قرار دارد و براساس سرشماری مرکز آمار ایران در سال ۱۳۸۵، جمعیت آن ۶۲ نفر (۱۵ خانوار) بوده‌است.